# Дездемона (супутник)
Дездемона — внутрішній супутник Урана, названий на честь дружини Отелло з п'єси Вільяма Шекспіра «Отелло». Також відомий під назвою Уран X. Його було відкрито 13 січня 1986 року під час вивчення знімків, отриманих «Вояджером-2», та присвоєно тимчасову назву S/1986 U 6.
Про Дездемону майже нічого не відомо, окрім розміру та орбітальних характеристик.